# Mina Kavani
Pour les articles homonymes, voir Kavani.
Mina Khosrovani (persan : مینا خسروانی), née  à Téhéran, et connue sous le nom de Mina Kavani (مینا کاوانی), est une actrice franco-iranienne.

## Biographie

### Famille et débuts
Née à Téhéran, Mina Kavani est élevée dans une famille artistique. Elle est la nièce du metteur en scène de cinéma et de théâtre Ali Raffi.
À seize ans, elle fait ses débuts dans la pièce Il ne neige pas en Égypte sous la direction de son oncle, au théâtre municipal de Téhéran. Elle enchaîne plusieurs pièces telles que Othello, Antigone, La Musica ou J'étais dans ma maison et j'attendais que la pluie vienne. Elle collabore avec plusieurs metteurs en scène de cinéma et de théâtre en Iran.

### Formation et carrière internationale
À vingt-un an, elle vient à Paris et entre au Conservatoire national supérieur d'art dramatique dans la classe de Jean-Damien Barbin. Elle est la première Iranienne à intégrer l’école.
En 2012, elle interprète le rôle de Sahar dans le film oscarisé Argo réalisé par Ben Affleck.
En 2013, elle joue le rôle principal de Sara dans Red Rose de Sepideh Farsi. Elle y apparaît nue dans une scène. Menacée par la presse iranienne, elle s'installe définitivement en France en 2014,. Son personnage rebelle et sauvage, et à la fois très fragile, a marqué la presse internationale qui la compare aux actrices italiennes Silvana Mangano ou Asia Argento. Elle est nommée dans la catégorie meilleure actrice au festival international de Marrakech et présélectionnée pour le César de la meilleure actrice en 2016.
Soutenue par la présidente du jury de festival de Marrakech et par Bertrand Bonello, membre du jury, qui ont beaucoup apprécié son interprétation, elle obtient le statut de réfugié politique.
En 2015, à l'auditorium de l'orchestre national de Lyon, elle lit des textes et des monologues de Shakespeare,,.
La même année, elle fait partie du jury, au côté de l'actrice Marisa Berenson, des 28e rencontres cinématographiques de Cannes.[réf. nécessaire]
En 2017-2018, elle apparaît dans le rôle d'Ipek, dans la pièce Neige mise en scène par Blandine Savetier au Théâtre national de Strasbourg,. La pièce est une adaptation du roman éponyme de l'écrivain turc Orhan Pamuk, prix Nobel de littérature 2006.
Elle joue avec l'orchestre symphonique de Londres (LSO) dans To be someone else is a battle, sous la direction d'Amir Konjani, et dans la création polyphonique Persées d’Alexandra Lacroix, à l'opéra de Limoges.
En 2022, elle figure dans le film Aucun ours de Jafar Panahi, qui remporte le prix spécial du jury au 79e festival international du film de Venise.
Son jeu puissant face à la caméra a attiré tous les festivals internationaux et les critiques du cinéma.
Elle est la voix du rôle principal du film d'animation La Sirène de Sepideh Farsi, sélectionnée à la Berlinale en 2023.
En avril-mai 2024, elle joue dans le spectacle Oui de Thomas Bernhard conçue par Célie Pauthe et Claude Duparfait au théâtre de l’Odéon-Ateliers Berthier .
En 2024, aux côtés de Golshifteh Farahani, elle joue l'un des rôles principaux (Nasrin) dans le film Reading Lolita in Teheran qui remporte le prix du meilleur casting feminin et le prix du public au  festival international de Rome en 2025.
En 2024-2025, elle joue et met en scène le spectacle I'm deranged, qu'elle a écrit, dans la grande salle du Théâtre de l'Athénée Louis-Jouvet à Paris, produit par la scène nationale Le Manège à Maubeuge. Le spectacle, salué par les critiques, connaît un grand succès. La journaliste et écrivaine Anne Diaktine lui consacre une page entière dans Libération et salue son interprétation puissante et hors norme :

« Dans le monologue qu’elle a tout à la fois écrit, mis en scène et interprété, l’actrice iranienne installée en France évoque son enfance à Téhéran et son parcours d’exil. Une performance aux allures d’incantation. Nul doute que le nom de l’actrice iranienne, en France depuis douze ans et interdite de retour dans son pays depuis 2013, va résonner de plus en plus fort,. »

### Vie personnelle
Elle obtient la nationalité française en 2018.

## Filmographie

### Longs métrages
- 2011 : Monsieur Joseph (Agha Yousef) d'Ali Raffi : Sarah
- 2012 : Argo de Ben Affleck
- 2014 : Red Rose de Sepideh Farsi : Sara
- 2021 : Enquête sur un scandale d'État de Thierry de Peretti : entourage de Karim Fassi
- 2022 : La Fille et le garçon de Jean-Marie Besset : Malina
- 2022 : Aucun ours (خرس نیست ; Khers nist) de Jafar Panahi : Zara[14]
- 2023 : La Sirène (The Siren) de Sepideh Farsi : voix
- 2024 : Lire Lolita à Téhéran (Reading Lolita in Tehran) d'Eran Riklis : Nassrin

### Courts métrages
- 2016 : Mon père dit des conneries de Shahriar Shandiz
- 2018 : Sous transe de Camélia Montassere : Lili
- 2020 : Des gens bien de Maxime Roy : la sage-femme
- 2021 : Des hortensias en hiver d'Hélène Rastegar : Parvine

### Télévision
- 2025 : Face à face (série télévisée), saison 3 épisode 5 Légitime défense de Lionel Chatton : Negar
- 2025 : Escort Boys (série télévisée), saison 2, : Inès

## Publication
- Dé-rangée. L'exil au bord des lèvres, préface de Jean-Pierre Thibaudat, postface de Jean-Damien Barbin, Paris, éditions du Faubourg  (ISBN 978-2-487867-08-6)